# Catholicon

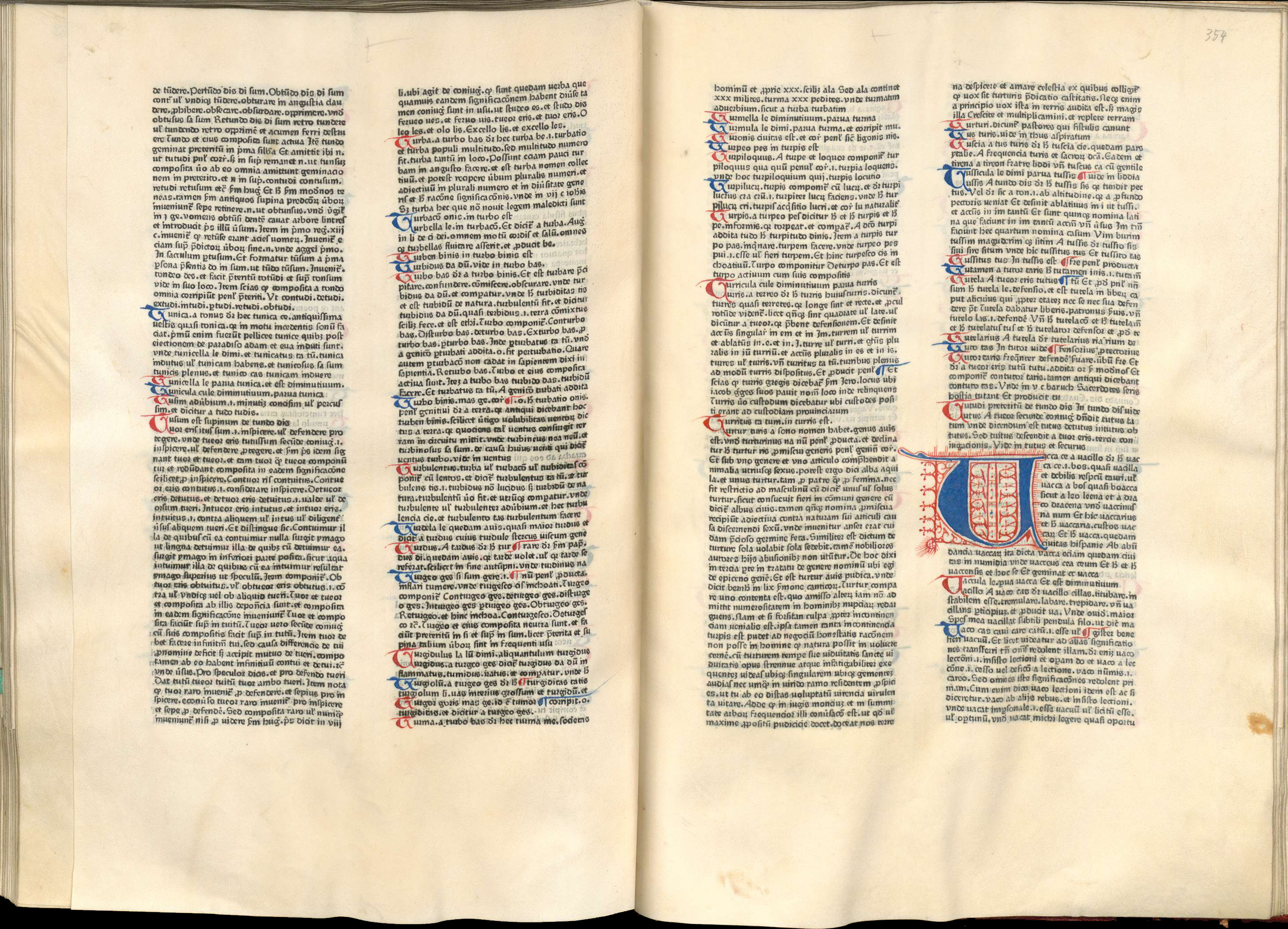
Página extendida del "Catholicon" de Johannes Balbus impresa quizás por Johann Gutenberg alrededor de 1460. Copia de la Bayerische Staatsbibliothek.

La Summa Grammaticalis, más conocida como Catholicon fue un diccionario latino muy apreciado en la Baja Edad Media. Fue escrito por Juan de Génova o Johannes Balbus en 1286. Es mencionado en las obras de Boccaccio y de Petrarca y sirvió como modelo para obras análogas durante el Renacimiento.
Esta obra, escrita en la década de 1270, está compuesta por varios tratados de ortografía, etimología, gramática, prosodia y retórica (el llamado trivium) y por un diccionario de la lengua latina (primae, mediae et infimae Latinitatis) que contenía 670 000 voces, con el objetivo de comprender mejor la Biblia.
El diccionario fue valorado de diversa manera: recibió aplausos y también ásperas críticas, como las de Erasmo de Róterdam, en el De Ratione Studiorum, en los Colloquia y en una carta a Martin van Dorp, a las que respondió Leandro Alberti con un escrito de defensa del dominico.
La obra tuvo varias ediciones y fue uno de los primeros textos impresos en 1460, por el mismo Gutenberg, quien mandó hacer tipos especiales para la obra. 